# Osterschießen

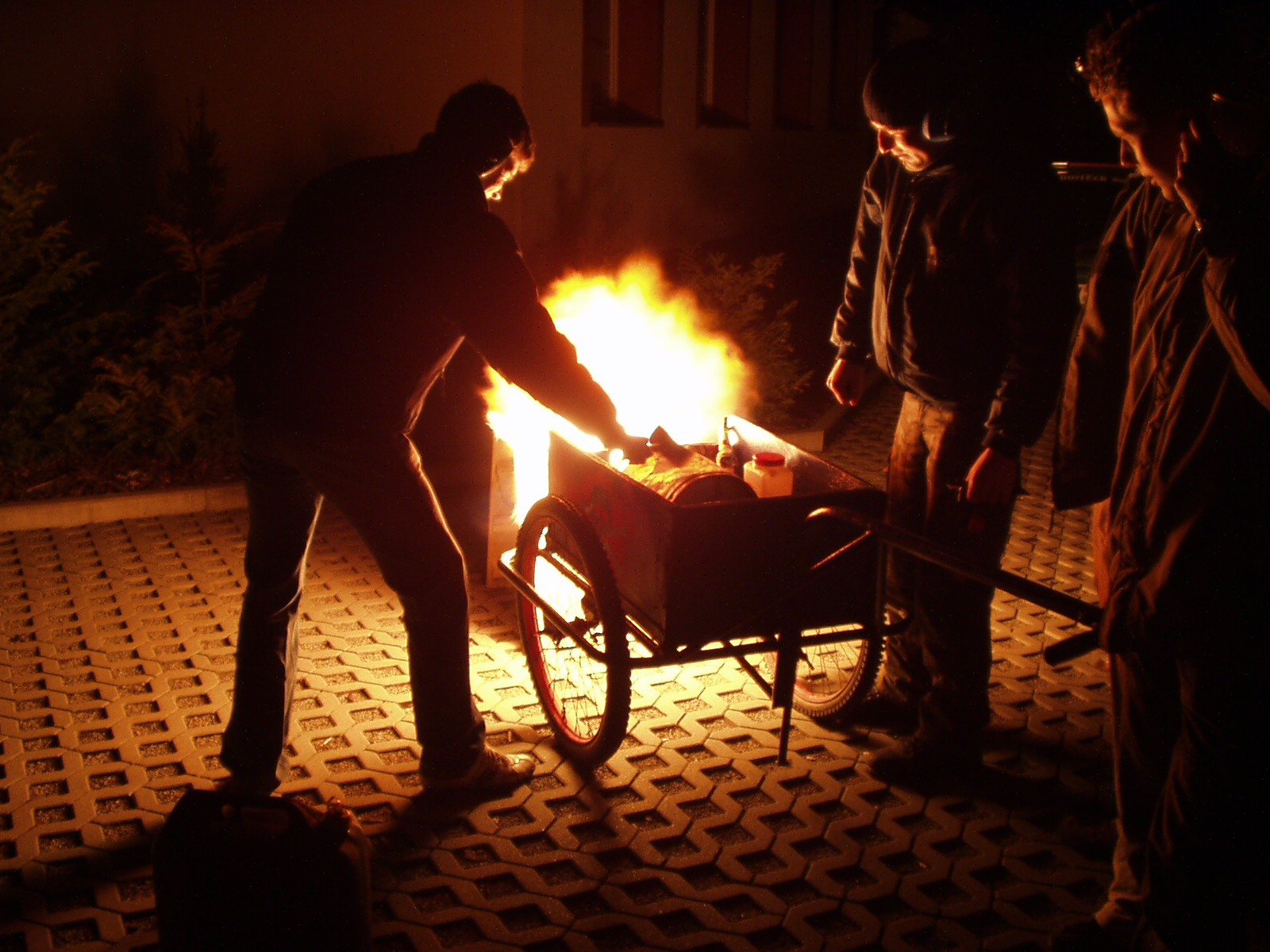
Der Jugendklub Bröthen am Ostersonntag 2010 beim alljährlichen Osterschießen, zur Sicherheit steht vor der Kanone eine Prallwand. Gehörschutz wird ebenfalls verwendet.

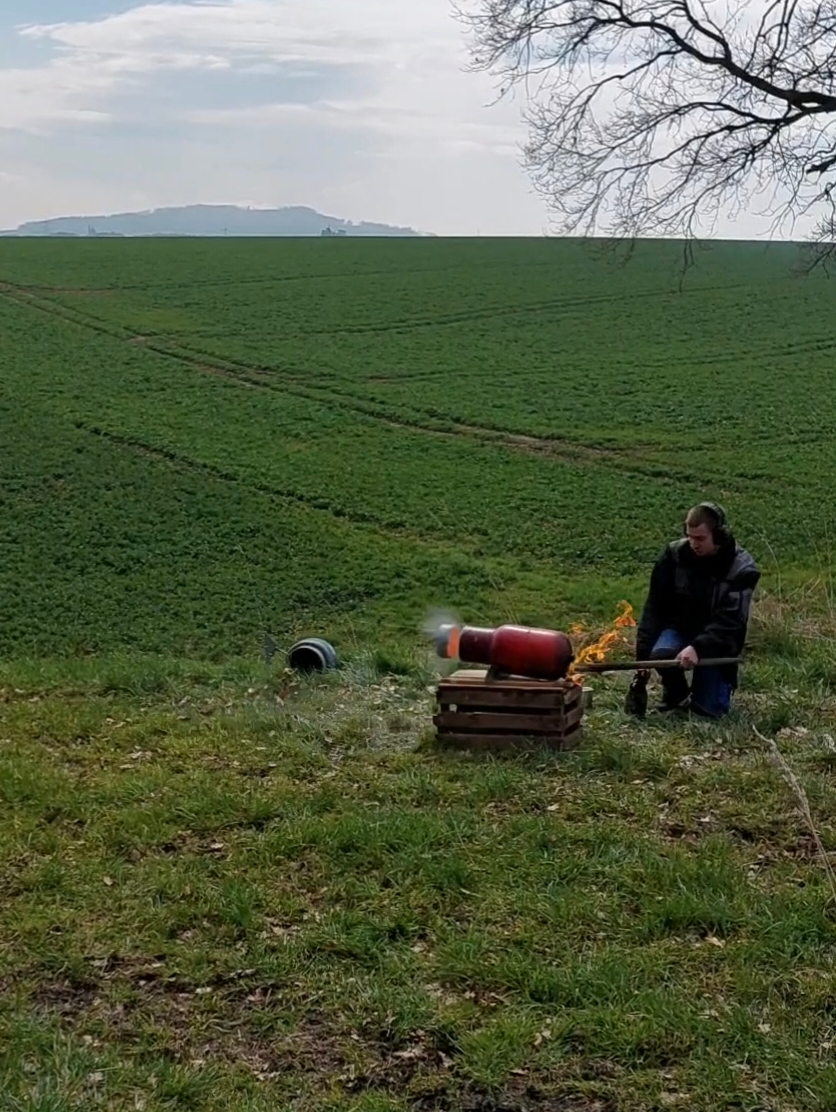
Klassischer Aufbau im Moment der Zündung. Im Hintergrund der Kottmar.

Das Osterschießen ist ein Brauch, der Ostern am Karsamstag und in der Nacht vom Karsamstag zum Ostersonntag in der Oberlausitz und im südlichen Österreich stattfindet.
„Geschossen“ wird in kleineren Gruppen, meist bestehend aus Jugendlichen, an einem Lagerfeuer oder durch das Dorf ziehend. Ab Mitternacht bis zum ersten Glockengeläut am Ostermorgen sind die Böllerschüsse aus herkömmlichen Kanonen und speziellen Kannen weithin zu hören. In Österreich wird das Osterschießen häufig von örtlichen Brauchtumsgruppen gepflegt.
Früher galten solche Böllerschüsse als sehr verbreitet und bedeuteten einen Ehren- bzw. Begrüßungssalut. Oft sollten damit aber auch böse Geister durch den Blitz und Donner vertrieben werden. Als christlicher Brauch soll die Auferstehung Jesu Christi und damit der Sieg über den Tod damit zum Ausdruck gebracht werden.

## Oberlausitz
Zum „Schießen“ in der Oberlausitz wird in eine blecherne Milchkanne ein bis faustgroßes Stück Calciumcarbid, auch einfach als „Karbid“ bekannt, sowie einige Milliliter Wasser gegeben. Anschließend wird die präparierte Milchkanne mit einem Kannendeckel, Gummideckel oder durch Gummibälle fest verschlossen. Durch die Reaktion des Wassers mit dem Carbid entsteht Ethin (auch als Acetylen bekannt), ein hochentzündliches Gas. Am Boden der Milchkanne befindet sich ein kleines Loch, durch das nach einer Wartezeit, abhängig von der Menge der Reaktionsstoffe und dem Volumen der Kanne, das Ethin-Luft-Gemisch in der Milchkanne gezündet wird. Hierbei wird der Deckel der Milchkanne bis einige Dutzend Meter mit einem lauten Knall weggesprengt. Als idealer Standort zum Schießen wird, so vorhanden, ein Bergrücken am Ortsrand in Richtung Tal gewählt. Teilweise wird das Osterschießen auch auf dieselbe Art mit Kanonen praktiziert. Auch andere Behältnisse sind neben der Milchkanne bekannt.